# Митчелл, Тайрик
Тайрик Куон Митчелл (англ. Tyrick Kwon Mitchell; родился 1 сентября 1999, Брент, Внешний Лондон) — английский футболист, левый защитник клуба «Кристал Пэлас».

## Клубная карьера
Митчелл начал футбольную карьеру в клубе «Уэмбли». С 2012 года выступал в составе футбольной академии «Брентфорда». Летом 2016 года стал игроком футбольной академии «Кристал Пэлас». 4 июля 2020 года дебютировал в основном составе «орлов» в матче Премьер-лиги против «Лестер Сити», выйдя на замену Патрику ван Анхолту.
В сезоне 2020/21 Митчелл стал регулярным игроком основного состава под руководством Роя Ходжсона. В апреле 2021 года Тайрик подписал с клубом новый четырехлетний контракт. 16 мая он забил свой первый гол в составе «Кристал Пэлас» в матче с «Астон Виллой». 6 мая 2023 года Митчелл провел свой 100-й матч за английский клуб.

## Карьера в сборной
26 марта 2022 года дебютировал за сборную Англии в товарищеском матче против сборной Швейцарии.

## Достижения
«Кристал Пэлас»
- Обладатель Кубка Англии: 2024/25
- Обладатель Суперкубка Англии: 2025